# Bud Germa
Pour les articles homonymes, voir Germa (homonymie).
Melville Carlyle (Bud) Germa  (5 août 1920-17 juin 1993) est un homme politique municipal, provincial et fédéral canadien de l'Ontario. Il représente Sudbury à la Chambre des communes de 1967 et de 1968 et Sudbury à l'Assemblée législative de 1971 à 1981.

## Biographie
Avant d'entrer en politique fédérale et provinciale, Germa travaille comme organisateur syndical et siège comme conseiller de Sudbury. En 1964, alors qu'il siège au conseil municipal, il indique être en faveur de la séparation du Nord de l'Ontario du reste de l'Ontario pour former une province distincte.

### Politique fédérale
Tentant d'être élu député néo-démocrate de Sudbury en 1965, il est défait par le député libéral sortant Rodger Mitchell (en). Mitchell meurt en 1967 et Germa remporte l'élection partielle par un faible marge confirmée par un nouveau décompte.
Durant son passage aux communes, Germa conserve son siège de conseiller municipal, ce qui est non habituel, mais pas interdit.
Il est défait lors des élections fédérales de 1968.

### Politique provinciale
Élu député néo-démocrate de Sudbury en 1971. En 1972, il critique la nomination de Jim Jessiman (en) et Gaston Demers (en) à l'Ontario Northland Transportation Commission (en).
Réélu en 1975 et 1977, il est défait en 1981.